# Got Talent (scholencompetitie)
Got Talent is een Surinaamse talentenjacht. De competitie wordt sinds 2007 jaarlijks gehouden tussen circa tien middelbare scholen. Na een onderbreking van vier jaar werd de competitie in 2019 weer hervat.
De bedoeling van het evenement is om jongeren te stimuleren om hun talenten, creativiteit en prestaties te ontwikkelen. Ook wordt gewerkt aan zelfvertrouwen, teambuilding, organisatievermogen en doelgerichtheid. Tijdens de competitie worden prijzen uitgereikt aan scholieren en kan de groep een geldbedrag winnen voor de school. De sponsoring en organisatie ligt in handen van het telecombedrijf Telesur en de Staatsolie Maatschappij Suriname. In 2019 was het prijzengeld 10.000 Amerikaanse dollar.
De competitie wordt aangegaan met zingen, rappen, dansen en acteren en vindt plaats in de Anthony Nesty Sporthal. De gekozen thema's zijn breed. In 2012 werd als deel van het hoofdthema materialisme gevarieerd tussen invalshoeken als verbroken relaties, ware liefde, vriendschap, prostitutie, roof, moord en oplichterij. De prestaties worden beoordeeld door een jury.
Aanvankelijk werden alleen onderdelen van de competitie op televisie uitgezonden. Bij de hervatting in 2019 stonden tien tv-shows gepland. Presentatoren waren onder meer: Chantal Cadogan (2015) en Priscilla Graanoogst (2019).